# Selenops mexicanus
Selenops mexicanus es una especie de araña araenomorfa de la familia de los selenópidos.

## Distribución
Esta especie de araña se encuentra en América, desde los Estados Unidos hasta Colombia, incluyendo las islas Galápagos.